# Flavor Flav
William Jonathan Drayton, Jr. (Roosevelt, Nueva York, 16 de marzo de 1959), más conocido como Flavor Flav, es un MC componente del grupo estadounidense de hip hop Public Enemy.
Estudió en la Universidad de Adelphi, en Long Island. Allí conoció a Chuck D y crearon Public Enemy, para difundir sus ideas político/sociales a través del rap.
Flav era el segundo vocalista en la mayoría de los temas de Public Enemy. Los temas en los que él es el MC principal suelen ser más alegres que los que rapea Chuck D. Flav tiene siete hijos de tres mujeres y vive en Nueva York. Fue despedido del grupo Public Enemy a inicios de 2020 tras negarse a participar en un rally del político Demócrata Bernie Sanders.

## Apariencia
Además, el atuendo y la actitud de Flavor Flav en conciertos y videoclips también contrastan con la pose seria de los otros miembros del grupo. Frecuentemente, Flav viste de blanco o de colores llamativos. Suele lucir un reloj de agujas de un palmo de diámetro colgado del cuello, a juego con las gafas de sol y el tocado que lleve en cada ocasión. También acostumbra a llevar fundas de oro en los dientes, y se considera el iniciador de la moda de los dientes de oro o de platino en el mundo del hip hop. 
En cuanto a su vestimenta, suele llevar trajes en ocasiones que no lo requieren así como también smokins, entre otros. Los relojes que lleva colgados en su cuello, no son simples relojes, son relojes de pared, algunos muy costosos, con partes de oro.

## Polémica por uso de drogas
Flav ha tenido numerosos encontronazos con la ley, y ha sido un consumidor de drogas, aunque ya está limpio. Sin embargo, no fue arrestado por posesión de drogas, sino por acumulación de infracciones de tráfico.

## En televisión
En septiembre de 2004, Flavor Flav participó en la tercera edición de The Surreal Life, un reality show (espectáculo de telerrealidad) de la cadena de televisión por cable VH1 para famosos en horas bajas (en las ediciones anteriores han participado MC Hammer y Vanilla Ice). En este programa inició una relación sentimental con la actriz Brigitte Nielsen, con la que volvió a aparecer en Strange Love, otro reality show del mismo canal.
En mayo de 2005 participó en otro programa de telerrealidad: The Farm (la versión británica de La granja de los famosos), para el Channel 5.
Flavor realiza un programa llamado Flavor of love (Los sabores del amor), en el canal VH1, este consiste en 20 chicas que pelearán por ser la nueva señora Flav.
A principios del 2007 se dio una nueva edición del mismo programa pero ahora con mucha más variedad, del que sale ganadora una mujer de Detroit cuyo apodo era "Deelishis".
En la actualidad (2008) Flavor Of Love 3 su tercera edición de reality de amor ha terminado con que Thing 2 la chica ganadora no puede seguir con Flav, pero el artista mismo ha aclarado en una entrevista del mismo canal: «No haré más realities de citas, ya me cansé de esto. Pero eso no quiere decir que salga del mundo de la Tv y de los realities».
Así pues también se rumorea que en camino vendría un nuevo show llamado Flav´s Wonderland; no es un nombre oficial pero es el más probable según los reporteros.[cita requerida]

## Discografía
- 2006 Flavor Flav